# Altangerel Perle
Altangerel Perle (* 1. Juli 1945) ist ein mongolischer Wirbeltier-Paläontologe. Er ist Professor in der Fakultät für Geologie der Nationaluniversität der Mongolei in Ulaanbaatar.
Er wird auch P. Altangerel zitiert.
Er studierte an der Lomonossow-Universität, wo er sich 1991 habilitierte (russischer Doktorgrad). Ursprünglich ist er Ingenieur und arbeitete auch Ende der 1960er Jahre in diesem Beruf. Seit den 1970er Jahren ist er Ausgräber von Fossilien.
Er grub in der von ihm mit entdeckten Fundstelle Ukhaa Tolgod in der Wüste Gobi aus und ist einer der Erstbeschreiber des Dromaeosaurier Achillobator giganticus (mit Mark Norell, James Matthew Clark 1999), Goyocephale lattimorei (mit Teresa Maryańska, Halszka Osmólska 1982), Erlikosaurus andrewsi (1980 mit Barsbold, nach einem Dämon Erlik der mongolischen Mythologie benannt) und Mononykus (1993 mit Luis M. Chiappe und James Clark), Harpymimus okladnikovi (mit Rinchen Barsbold 1984), Enigmosaurus mongolensis (mit Barsbold 1983), Segnosaurus galbinensis (1979 mit Barsbold). Die Segnosaurus-Funde waren die ersten Funde von Therizinosauroidea, Erlikosaurus gehört auch zu dieser Gruppe. Außerdem grub er Fossilien von Velociraptor und Protoceratops aus.
Er arbeitete sowohl mit den Expeditionen des American Museum of Natural History ab 1991 als auch mit den früheren Expeditionen aus der Sowjetunion und Polen zusammen.
Halszka Osmolska nannte 1982 den primitiven Theropoden Hulsanpes perlei nach ihm.